# Landaff
Landaff és una població dels Estats Units a l'estat de Nou Hampshire. Segons el cens del 2000 tenia 378 habitants.

## Demografia
Segons el cens del 2000, Landaff tenia 378 habitants, 154 habitatges, i 107 famílies. La densitat de població era de 5,1 habitants per km².
Dels 154 habitatges en un 29,2% hi vivien nens de menys de 18 anys, en un 61,7% hi vivien parelles casades, en un 6,5% dones solteres, i en un 29,9% no eren unitats familiars. En el 21,4% dels habitatges hi vivien persones soles l'11% de les quals corresponia a persones de 65 anys o més que vivien soles. El nombre mitjà de persones vivint en cada habitatge era de 2,45 i el nombre mitjà de persones que vivien en cada família era de 2,88.
Per edats la població es repartia de la següent manera: un 23,8% tenia menys de 18 anys, un 5,6% entre 18 i 24, un 27% entre 25 i 44, un 28,8% de 45 a 60 i un 14,8% 65 anys o més.
L'edat mediana era de 42 anys. Per cada 100 dones de 18 o més anys hi havia 95,9 homes.
La renda mediana per habitatge era de 41.964$ i la renda mediana per família de 48.500$. Els homes tenien una renda mediana de 35.156$ mentre que les dones 23.438$. La renda per capita de la població era de 18.033$. Entorn del 6,9% de les famílies i el 7,1% de la població estaven per davall del llindar de pobresa.